# Adolphoduckea
Adolphoduckea, monotipski biljni rod iz porodice broćevki. Jedina je vrsta A. maynensis iz sjevernog Brazila, Kolumbije, Perua, Ekvadora i Bolivije.
Rod je opisan 2018. Po životnom obliku je fanerofit.

## Sinonimi
- Cinchona maynensis (Poepp.) Brign.
- Exostema maynense Poepp.